# Mystery of Love
Mystery of Love è una canzone scritta, cantata e prodotta da Sufjan Stevens.
Il singolo fa parte del disco Call Me by Your Name: Original Motion Picture Soundtrack, colonna sonora del film Chiamami col tuo nome del 2017.
La canzone è stata nominata per l'Oscar alla migliore canzone ai Premi Oscar 2018, dove è stata cantata sul palco da Sufjan Stevens, presentato da Daniela Vega.

## Concezione e sviluppo
Luca Guadagnino, regista del film, chiese al cantante di essere la voce narrante della pellicola attraverso la sua musica: Stevens declinò l'offerta e concepì la canzone basandosi sul romanzo e dopo aver parlato col regista.
Per Sufjan Stevens è la prima partecipazione ad una colonna sonora di un film.
La canzone è composta in chiave di Sol maggiore, ed è suonata da strumenti a corde (banjo e chitarra) insieme ad un pianoforte. Guadagnino considerava la sua voce cristallina e simile a quella di un angelo.

## Accoglienza
Hannah Fleming, scrivendo per la rivista Paste, ha commentato che il brano "afferma Stevens come una sorta di sonettista shakespeariano moderno" mentre lo staff di Vanity Fair l'ha definita una canzone "profonda".
David Bauder di Albany Times Union ha definito la canzone "una ballad magnifica ed eterea".

## Video musicale
Il video musicale è composto da immagini del film e alcune sequenze girate al Museo archeologico nazionale di Napoli, ed è stato caricato sul canale YouTube di Pitchfork.

## Classifiche
| Classifica (2018)                             | Posizione |
| --------------------------------------------- | --------- |
| Stati Uniti d'America (Billboard, Rock Songs) | 36        |

## Riconoscimenti
- 2018 - Premio Oscar[8]
  - Candidatura per la miglior canzone
- 2018 - Georgia Film Critics Association[20]
  - Candidatura per la miglior canzone originale
- 2018 - Critics' Choice Awards[21]
  - Candidatura per la miglior canzone
- 2018 - Houston Film Critics Society Awards[22]
  - Candidatura per la miglior canzone originale
- 2018 - Guild of Music Supervisors Awards
  - Candidatura per la miglior canzone
- 2019 - David di Donatello[23][24]
  - Migliore canzone originale